# Friedrich Hochbaum
Pour les articles homonymes, voir Hochbaum.
Friedrich Hochbaum (7 août 1894 à Magdebourg — 28 janvier 1955 à Woikowo (Camp de prisonniers de guerre près de Moscou)) est un General der Infanterie allemand au sein de la Heer dans la Wehrmacht pendant la Seconde Guerre mondiale.
Il a été décoré de la croix de chevalier de la croix de fer avec feuilles de chêne. La croix de chevalier de la croix de fer avec son grade supérieur, les feuilles de chêne, sont attribués en reconnaissance d'un acte d'une extrême bravoure ou d'un succès de commandement important du point de vue militaire.

## Biographie
Il s'engage le 24 mai 1913 en tant que porte-drapeau dans le 10e régiment de grenadiers de l'armée prussienne à Schweidnitz.
Friedrich Hochbaum est capturé par les forces soviétiques en mai 1945 et meurt en captivité le 28 janvier 1955.

## Décorations
- Croix de fer (1914)
  - 2e classe (10 octobre 1914)
  - 1re classe (5 août 1915)
- Insigne des blessés (1914)
  - en noir
- Croix d'honneur
- Agrafe de la croix de fer (1939)
  - 2e classe (3 juillet 1941)
  - 1re classe (21 août 1941)
- Médaille du Front de l'Est
- Insigne de combat d'infanterie
- Croix allemande en or (25 avril 1942)
- Croix de chevalier de la croix de fer avec feuilles de chêne
  - Croix de chevalier le 22 août 1943 en tant que Generalleutnant et commandant de la 34e division d'infanterie[1]
  - 486e feuilles de chêne le 4 juin 1944 en tant que Generalleutnant et commandant de la 34e division d'infanterie[2]
- Mentionné deux fois dans le bulletin radiophonique Wehrmachtbericht (14 février 1944 et 12 mars 1944)